# خون‌آشام‌ها
خون‌آشام‌ها (به انگلیسی: Les Vampires) یک فیلم مجموعه‌ای و جنایی صامت محصول ۱۹۱۵–۱۹۱۶ فرانسوی به نویسندگی و کارگردانی لویی فویاد است. این فیلم در پاریس ضبط شده‌است و ادوار ماته، موزیدورا و مارسل لواک در آن بازی می‌کنند. شخصیت‌های اصلی یک روزنامه‌نگار و دوستش هستند که در تلاش برای کشف و متوقف کردن یک باند عجیب و غریب زیرزمینی آپاچی، معروف به خون‌آشام‌ها درگیر می‌شوند. این فیلم از ده پارت تشکیل شده‌است این فیلم که تقریباً ۷ ساعت طول می‌کشد، یکی از طولانی‌ترین فیلم‌هایی است که تاکنون ساخته شده است. توسط شرکت فویاد (به انگلیسی: Feuillade) گومون تولید و توزیع شد. به دلیل شباهت‌های سبکی آن با دیگر سریال‌های جنایی فویاد، فانتوماس و ژودکس، این سه اغلب یک سه‌گانه در نظر گرفته می‌شوند.
پس از اکران اولیه، خون‌آشام‌ها به دلیل شمایل متفاوت و فقدان تکنیک‌های سینمایی در مقایسه با فیلم‌های دیگر، توسط منتقدان نقدهای منفی دریافت کرد. با این حال، با استقبال تماشاگران مواجه شد و موزیدورا را به ستاره سینمای فرانسه تبدیل کرد. این فیلم از آن زمان مورد ارزیابی مجدد قرار گرفت و به عقیده بسیاری، اثر بزرگ فئولاد و یک شاهکار سینمایی است. این فیلم برای توسعه تکنیک‌های هیجان انگیز، اتخاذ شده توسط آلفرد هیچکاک و فریتز لانگ، و سینمای آوانگارد، الهام بخش لوئیس بونوئل و دیگران شناخته شده‌است. در کتاب ۱۰۰۱ فیلمی که باید قبل از مرگ ببینید گنجانده شده‌است.